# Have You Ever Needed Someone So Bad
Have You Ever Needed Someone So Bad è una power ballad del gruppo musicale britannico Def Leppard, estratta come terzo singolo dal loro quinto album Adrenalize nel 1992.
Raggiunse la posizione numero 7 della Mainstream Rock Songs e la numero 12 della Billboard Hot 100 negli Stati Uniti.
I tre brani presenti sul lato B sono accreditati ai The Acoustic Hippies from Hell, nome comune usato dai Def Leppard e dagli Hothouse Flowers nella registrazione dei brani.

## Video musicale
Il videoclip di Have You Ever Needed Someone So Bad è stato diretto da Wayne Isham e girato in un vecchio teatro abbandonato.

## Tracce

### CD: Bludgeon Riffola / LEPCD 8 (UK) / 864 151-2 (INT)
1. Have You Ever Needed Someone So Bad
2. From the Inside
3. You Can't Always Get What You Want (cover dei Rolling Stones)
4. Little Wing (cover dei Jimi Hendrix Experience)

### 12": Bludgeon Riffola / LEPXP 8 (UK) / INT 864 149-1 / Picture Disc
1. Have You Ever Needed Someone So Bad
2. From the Inside
3. You Can't Always Get What You Want